# Westhaven-Moonstone
Westhaven-Moonstone statisztikai település az USA Kalifornia államában, Humboldt megyében. Lakosainak száma 1187 fő (2020. április 1.). 
A település népességének változása:

| 2010 | 1 205 |
| 2020 | 1 187 |